# Hit Him Again
Hit Him Again er en amerikansk stumfilm fra 1918.

## Medvirkende
- Harold Lloyd
- Snub Pollard
- Bebe Daniels
- William Blaisdell
- James Blyler